# صندوق التقاعد النيوزيلاندي
صندوق التقاعد النيوزيلندي هو صندوق الثروة السيادية في نيوزيلندا . تقدم نيوزيلندا حاليًا خدمات تقاعدًا عالميًا للأشخاص الذين تزيد أعمارهم عن 65 عامًا، والغرض من هذا الصندوق هو التمويل المسبق جزئيًا للتكلفة المستقبلية لمعاش التقاعد في نيوزيلندا، والذي من المتوقع أن يزداد نتيجةً لشيخوخة سكان نيوزيلندا. الصندوق عضو في المنتدى الدولي لصناديق الثروة السيادية، وبالتالي فهو مسجل في مبادئ سانتياغو بشأن أفضل الممارسات في إدارة صناديق الثروة السيادية.

## روابط خارجية
- الموقع الرسمي
- قانون التقاعد وتقاعد دخل نيوزيلندا لعام 2001 على موقع التشريع النيوزيلندي.